# 曾文坡
曾文坡（1936年2月10日—2002年3月1日），臺灣臺中市人，無黨籍。曾任臺中市議員、第七屆臺中市市長。

## 早年生平
1958年，曾文坡畢業於臺灣大學政治系，之後於台灣合會公司興中分公司做外務員，五年後升任助理員，協助徵信調查工作。並一度創業經營宏隆紙行。:221973年以無黨籍身分出任臺中市第八屆議員（中區西區選區）。

## 政途
1977年，曾文坡以「大家文坡」號召，無黨籍身分參選第七屆市長選舉，對上中國國民黨提名的時任市長陳端堂。在選戰初期外界一般認為陳端堂得以順利連任，時任國民黨黨工的邱家洪曾於國民黨田單黨部看到作戰室內台中地圖上插著表示「安全」的綠色旗子。:31但最終曾文坡以119,613票擊敗陳端堂的118,571票，當選臺中市市長。
曾文坡在市長任內推動文心路兩側440公頃的第四期市地重劃，並不顧議員反對完成拓寬文心路為40公尺。:33完成第四期市地重劃，解決台中市人口問題。:33也更新西屯區第十三公墓，規劃為公園化公墓，興建納骨塔。:47外界曾評論台中市的發展規模，可說是曾文坡奠下的基礎。
1981年，隨著曾文坡的任期接近尾聲，在時任國民黨市黨部主委張正中的堅持下，國民黨最後決定推出候選人對決曾文坡:74-75，國民黨內不少人紛紛爭取下屆市長提名，最後由林柏榕異軍突起獲得國民黨提名角逐第八屆市長選舉。:79在曾文坡的輕視下，以及同為黨外勢力的劉文雄加入戰局瓜分曾文坡的票源；而林柏榕獲得奧援，收集到曾文坡上舞廳跳舞、以及喜歡涉足「有女侍陪酒」的新北投等資訊予以打擊、抹黑（事實上曾文坡雖喜歡上舞廳跳舞，但從未過夜）:82-83，地方勢力紛紛押注林柏榕，曾文坡最終敗給林柏榕。
1985年第九屆市長選舉，曾文坡一度加入中國青年黨，以青年黨身分參選。但由於失去黨外身分，加上美麗島事件期間在市府動員會中表示：「美麗島雜誌社未經核准遊行，製造騷亂，令人遺憾。」最後僅得2萬餘票，大敗給張子源。
曾文坡晚年健康不佳、經濟潦倒，意志消沈。2002年被家屬發現服用過量安眠药及割腕，經送往台中醫院急救不治死亡。

## 評價
- 曾文坡在市長任內籌備姊妹市結盟典禮時，透過邱家洪推薦任用英語流利的林柏榕為譯員，使林柏榕嶄露檯面。然而林柏榕在活動中的高調也透露他的未來政治抱負，一度引起曾文坡的親信警告「林柏榕善於偽裝，他的企圖和見風轉舵，在親和隨緣的面具下，深藏不露」。不過曾文坡卻表示「人各有志，我們不可因私害人」。對此邱家洪評論以謙恭滲透人心固然是林柏榕的成功訣竅，但曾文坡無私的胸襟與氣度，以及其過度的自信，也是林柏榕不致「見光死」或中途夭逝的原因。[2]:11-12

## 外部連結
- 前台中市長曾文坡自殺身亡 （页面存档备份，存于），大紀元，2002年3月1日。

| 中華民國政府職務 | 中華民國政府職務                                 | 中華民國政府職務 |
| ---------------- | ------------------------------------------------ | ---------------- |
| 台中市政府       |                                                  |                  |
| 前任： 陳端堂    | 台中市市長 第七屆 1977年12月20日－1981年12月20日 | 繼任： 林柏榕    |